# عفنينية
العفنينية (الاسم العلمي: Mucoromycota) هي شعبة من الفطريات تتبع تحت مملكة الفطريات العفنية.

## التصنيف
- الشعبة العفنينية
  - شعيبة العفنينيات
    - الطائفة العفنانية
      - رتبة العفنيات
        - الفصيلة العفنية
          - جنس العفنة

    - الطائفة الإندغونانية
      - رتبة الإندغونيات
        - الفصيلة الإندغونية
          - جنس الإندغون